# 特羅馬娛樂
特羅馬娛樂（英語：Troma Entertainment）是一間美國獨立電影製片公司及發行公司，由勞埃德·考夫曼和麥可·赫茲創立於1974年。該公司主要製作低成本的B級片，尤其是恐怖片。其恐怖片的特色是具有1950年代的胡鬧、惡搞、血腥、裸露、殺戮和諷刺等元素。
2012年，公司為慶祝成立40週年而在YouTube上將過去一百多部的作品免費供大眾觀看（其中有些是48小時內付費觀看）。自創立以來，特羅馬已製作、收購並發行了超過1000部獨立電影。

## 特羅馬Now
特羅馬的電影從YouTube下架後，特羅馬於2015年，推出了一項名為特羅馬Now（Troma Now）的串流媒體平台，以供訂閱者觀看特羅馬發行的電影。訂閱者經歷免費試用月後，他們需要每月支付4.99美元的價格。特羅馬Now上含有約一千部電影和短片、紀錄片、電影製作課程，甚至是漫畫書。2020年10月，考夫曼表示，COVID-19疫情期間，該平台是公司的救星。

## 外部連結
- 官方网站
- TromaTeam Video （页面存档备份，存于）